# Segnaletica stradale in Portogallo
I segnali stradali in Portogallo sono regolati dal Regulamento de Sinalização do Trânsito (Regolamento sulla segnaletica stradale) della Repubblica di Portogallo.
Sono installati lungo il ciglio della strada sul lato destro della carreggiata e sono suddivisi in segnali di pericolo (gruppo A), di regolamentazione (gruppi B-D), suddivisi in segnali di precedenza, divieto, obbligo e prescrizione specifica, di indicazione (gruppi H-T), suddivisi in segnali di informazione, pre-segnalazione, direzione, conferma, identificazione di località, complementari, pannelli aggiuntivi e segnali temporanei (gruppi AT e TC).
Il carattere utilizzato nei segnali stradali è il Transport Heavy (lo stesso che viene usato in Italia).
Se vi è del testo nei segnali, questo è in lingua portoghese, senza traduzioni in altre lingue, eccezion fatta per quelli con scritte come il segnale di Fermarsi e dare precedenza o quello di Dogana che hanno anche scritte in inglese. La maggior parte dei segnali sono basati su disegni come nella maggior parte dei Paesi europei.
Agli incroci non regolati da segnaletica stradale o semafori vige la regola generale di dare la precedenza ai veicoli provenienti da destra, a meno che non sia altrimenti specificato.

## Segnali di pericolo
I segnali di pericolo in Portogallo hanno sfondo bianco ed una classica forma triangolare; il loro codice è la lettera A seguita dal numero ufficiale.
| Segnale portoghese | Significato                                                                  | Spiegazione |
|                    | Curva a destra                                                               | Presegnala un tratto di strada non rettilineo pericoloso per la limitata visibilità o per caratteristiche del tracciato (curva stretta a destra). |
|                    | Curva a sinistra                                                             | Presegnala un tratto di strada non rettilineo pericoloso per la limitata visibilità o per caratteristiche del tracciato (curva stretta a sinistra). |
|                    | Curva a destra e controcurva                                                 | Presegnala una doppia curva, di cui la prima a destra. |
|                    | Curva a sinistra e controcurva                                               | Presegnala una doppia curva, di cui la prima a sinistra. |
|                    | Dosso                                                                        | Segnala un tratto di strada con presenza di una deformazione convessa della superficie stradale (dosso). |
|                    | Cunetta                                                                      | Segnala un tratto di strada con presenza di una deformazione concava della superficie stradale (cunetta). |
|                    | Dosso o cunetta                                                              | Segnala un tratto di strada in cui è presente una deformazione accentuata della superficie stradale. |
|                    | Discesa pericolosa                                                           | Presegnala un tratto di strada in discesa secondo il senso di marcia. La pendenza è espressa in percentuale. |
|                    | Salita con pendenza accentuata                                               | Presegnala un tratto di strada in forte salita secondo il senso di marcia. La pendenza è espressa in percentuale. |
|                    | Strettoia                                                                    | Segnala un restringimento pericoloso della carreggiata. |
|                    | Strettoia asimmetrica a destra                                               | Segnala un restringimento pericoloso sul lato destro della carreggiata. |
|                    | Strettoia asimmetrica a sinistra                                             | Segnala un restringimento pericoloso sul lato sinistro della carreggiata. |
|                    | Strada sdrucciolevole                                                        | Presegnala un tratto di strada che in particolari condizioni climatiche od ambientali può diventare sdrucciolevole. |
|                    | Proiezione di ghiaia                                                         | Presegnala la presenza di pietrisco, di materiale minuto o granaglia che può essere proiettato a distanza o scagliato in aria dai veicoli in transito. |
|                    | Banchina bassa (a destra)                                                    | Presegnala uno scalino laterale posto lungo il margine destro della carreggiata. |
|                    | Banchina bassa (a sinistra)                                                  | Presegnala uno scalino laterale posto lungo il margine sinistro della carreggiata. |
|                    | Caduta da argine o molo                                                      | Presegnala una banchina senza protezioni su un argine od un molo. |
|                    | Caduta massi                                                                 | Presegnala il pericolo di caduta massi dalla parete rocciosa soprastante con possibile presenza di pietre sulla carreggiata. |
|                    | Ponte mobile                                                                 | Presegnala una struttura stradale mobile comunque manovrabile. |
|                    | Neve o ghiaccio                                                              | Presegnala un tratto di strada che in presenza di neve o ghiaccio può diventare sdrucciolevole. |
|                    | Vento laterale                                                               | Presegnala la possibilità di forti raffiche di vento laterale; si noti che l'orientamento della banderuola rappresentata nel segnale corrisponde alla direzione dalla quale il vento soffia più frequentemente.                                                                                               |
|                    | Visibilità ridotta                                                           | Presegnala la possibilità di incontrare un tratto di strada con visibilità ridotta per nebbia, pioggia intensa, neve, polvere o fumo. |
|                    | Bambini                                                                      | Segnala luoghi frequentati da bambini, come le scuole, i giardini pubblici, i campi di gioco e simili. |
|                    | Anziani                                                                      | Segnala luoghi frequentati da anziani, come le case di riposo, i parchi, i giardini e simili. |
|                    | Attraversamento pedonale                                                     | Segnala l'avviciarsi di un passaggio pedonale segnalato sulla carreggiata. |
|                    | Pedoni                                                                       | Presegnala la possibilità di incontrare dei pedoni lungo la carreggiata. |
|                    | Uscita di ciclisti                                                           | Presegnala un luogo dove vi è la possibilità che i ciclisti si immettano o attraversino la strada. |
|                    | Attraversamento ciclabile                                                    | Segnala l'avvicinarsi di un attraversamento per velocipedi |
|                    | Cavalieri                                                                    | Presegnala un luogo dove vi è la possibilità che i cavalieri si immettano o attraversino la strada. |
|                    | Animali                                                                      | Presegnala un tratto di strada con probabile improvvisa presenza od attraversamento di animali domestici. |
|                    | Animali selvatici                                                            | Presegnala un tratto di strada con probabile improvvisa presenza od attraversamento di animali selvatici. |
|                    | Linci pardine                                                                | Presegnala un tratto di strada con probabile improvvisa presenza od attraversamento di linci pardine. |
|                    | Anfibi                                                                       | Presegnala un tratto di strada con probabile improvvisa presenza od attraversamento di animai anfibi. |
|                    | Galleria                                                                     | Presegnala una galleria lungo la strada che si sta percorrendo. |
|                    | Passaggio di aeroplani a bassa quota                                         | Presegnala la possibilità di improvvisi forti rumori o abbagliamenti dovuti ad aeroplani a bassa quota. |
|                    | Segnali luminosi                                                             | Presegnala un impianto semaforico. |
|                    | Lavori                                                                       | Presegnala cantieri di lavori in corso, depositi temporanei di materiale, presenza di macchinari adibiti ai lavori stradali. |
|                    | Intersezione                                                                 | Presegnala un incrocio in cui vige la regola generale di dare la precedenza a destra. |
|                    | Doppio senso di circolazione                                                 | Segnala un tratto di strada che da senso unico diventa a doppio senso. |
|                    | Passaggio a livello con barriere                                             | Segnala un passaggio a livello con barriere ed è integrato con il pannello distanziometrico a tre barre rosse. |
|                    | Passaggio a livello senza barriere                                           | Segnala un passaggio a livello senza barriere ed è integrato con il pannello distanziometrico a tre barre rosse. |
|                    | Intersezione con strada dove circolano veicoli su rotaia                     | Segnala un'intersezione con strada dove circolano veicoli su rotaia che non sia un passaggio a livello (attraversamento tranviario). |
|                    | Altri pericoli                                                               | Segnala un pericolo diverso da quelli indicati negli altri segnali di pericolo. |
|                    | Coda                                                                         | Indica la possibilità di incontrare forti rallentamenti o code lungo la carraggiata. |
|                    | Ostacolo lungo la carreggiata                                                | Indica un ostacolo posto lungo la carraggiata. |
|                    | Ubicazione di passaggio a livello senza barriere                             | Segnala un passaggio a livello od un attraversamento tranviario senza barriere con un solo binario, ed invita quindi i conducenti alla massima prudenza, invitandoli a fermarsi immediatamente se fossero attive le due luci rosse lampeggianti e/o il segnale acustico che indicano l'avvicinarsi del treno. |
|                    | Ubicazione di passaggio a livello senza barriere con due o più di un binarii | Segnala un passaggio a livello od attraversamento tranviariosenza barriere con più di un binario, ed invita quindi i conducenti alla massima prudenza, invitandoli a fermarsi immediatamente se fossero attive le due luci rosse lampeggianti e/o il segnale acustico che indicano l'avvicinarsi del treno.   |
|                    | Possibilità di incidenti                                                     | Presegnala un tratto di strada con più elevata possibilità di incidenti, ed è accompagnato da un pannello integrativo che ne specifica la causa. |
|                    | Passaggio di macchine agricole                                               | Segnala la possibilità di un transito frequente di macchine agricole. |

## Segnali di regolamentazione

### Segnali di precedenza
| Segnale portoghese | Significato                                              | Spiegazione |
|                    | Dare precedenza                                          | Prescrive un incrocio in cui è necessario dare precedenza in corrispondenza della linea orizzontale.                                                         |
|                    | Obbligo di arresto all'incrocio                          | Prescrive l'obbligo di arrestarsi in ogni caso in corrispondenza della striscia trasversale di arresto ad un incrocio e di dare precedenza.                  |
|                    | Strada con diritto di precedenza                         | Indica l'inizio di una strada il cui traffico ha diritto di precedenza.                                                                                      |
|                    | Fine della strada con diritto di precedenza              | Indica la fine di una strada il cui traffico ha diritto di precedenza.                                                                                       |
|                    | Dare precedenza nei restringimenti della strada          | Prescrive di dare precedenza ai veicoli provenienti in direzione opposta in una strada a doppio senso che consente il passaggio di una sola fila di veicoli. |
|                    | Precedenza nei restringimenti della strada               | Indica la precedenza rispetto ai veicoli provenienti in direzione opposta in una strada a doppio senso che consente il passaggio di una sola fila di veicoli |
|                    | Avvicinamento ad una rotatoria                           | Segnala, sulle strade urbane e extraurbane, una intersezione regolata da circolazione rotatoria.                                                             |
|                    | Intersezione con strada che non ha precedenza            | Presegnala un incrocio con una strada di minore importanza in cui si ha la precedenza sui veicoli provenienti sia da destra che da sinistra.                 |
|                    | Intersezione con strada che non ha precedenza a sinistra | Presegnala un incrocio con una strada di minore importanza in cui si ha la precedenza sui veicoli provenienti da sinistra.                                   |
|                    | Intersezione con strada che non ha precedenza a destra   | Presegnala un incrocio con una strada di minore importanza in cui si ha la precedenza sui veicoli provenienti da destra.                                     |
|                    | Confluenza da sinistra                                   | Presegnala una strada senza diritto di precedenza che si immette sulla strada principale da sinistra.                                                        |
|                    | Confluenza da destra                                     | Presegnala una strada senza diritto di precedenza che si immette sulla strada principale da destra.                                                          |

### Segnali di divieto
| Segnale portoghese | Significato                                                                                     | Spiegazione |
|                    | Senso vietato                                                                                   | Vieta di entrare in una strada accessibile invece in un altro senso. |
|                    | Divieto di transito                                                                             | Vieta a tutti i veicoli di entrare in una strada. |
|                    | Divieto di transito agli autoveicoli e alle motocarrozzette                                     | Vieta il transito a tutti gli autoveicoli e alle motocarrozzetta (sidecar). |
|                    | Divieto di transito ai veicoli pesanti                                                          | Vieta il transito ai veicoli pesanti. |
|                    | Divieto di transito ai mezzi adibiti al trasporto merci                                         | Vieta il transito ai veicoli da trasporto merci (sia leggeri che pesanti). |
|                    | Divieto di transito ai mezzi adibiti al trasporto merci oltre le 3,5 tonnellate                 | Vieta il transito ai veicoli da trasporto merci pesanti oltre le 3,5 tonnellate. |
|                    | Divieto di transito ai motocicli semplici                                                       | Vieta il transito ai motocicli semplici (ovvero senza sidecar). |
|                    | Divieto di transito ai ciclomotori                                                              | Vieta il transito a tutti i ciclomotori. |
|                    | Divieto di transito ai velocipedi                                                               | Vieta il transito ai velocipedi (biciclette). |
|                    | Divieto di transito ai mezzi agricoli                                                           | Vieta il transito a tutti i mezzi agricoli. |
|                    | Divieto di transito ai veicoli a trazione animale                                               | Vieta il transito ai veicoli a trazione animale. |
|                    | Divieto di transito ai veicoli a braccia                                                        | Vieta il transito ai veicoli a braccia. |
|                    | Divieto di transito ai pedoni                                                                   | Vieta il transito ai pedoni. |
|                    | Divieto di circolazione agli animali da sella                                                   | Vieta il transito agli animali da sella. |
|                    | Divieto di transito ai veicoli con rimorchio                                                    | Vieta il transito a tutti i veicoli con un rimorchio. |
|                    | Divieto di transito ai veicoli con un rimorchio avente due o più assi                           | Vieta il transito a tutti i veicoli con un rimorchio avente due o più assi. Tale prescrizione può essere ristretta solamente ai veicoli il cui rimorchio supera un certo limite di peso: in tale caso il limite di peso è indicato in un pannello integrativo o nella sagoma del rimorchio (come nell'esempio). |
|                    | Divieto di transito ai veicoli che trasportano merci pericolose                                 | Vieta il transito ai veicoli che trasportano merci pericolose, come esplosivi, benzina, materie tossiche o radioattive. |
|                    | Divieto di transito ai veicoli che trasportano prodotti facilmente infiammabili o esplosive     | Vieta il transito ai veicoli che trasportano merci facilmente infiammabili o esplosive. |
|                    | Divieto di transito ai veicoli il cui carico può inquinare le acque                             | Vieta il transito ai veicoli che trasportano sostanze suscettibili di contaminare l'acqua. |
|                    | Divieto di transito agli autobus                                                                | Vieta il transito agli autobus. |
|                    | Divieto di transito agli autoveicoli ed ai motocicli                                            | Vieta il transito agli autoveicoli e ed ai motocicli. |
|                    | Divieto di transito ai mezzi adibiti al trasporto di merci ed ai veicoli trainanti un rimorchio | Vieta il transito a tutti i veicoli adibiti al trasporto di merci e a tutti i veicoli trainanti un rimorchio. |
|                    | Divieto di transito agli autoveicoli, ai motocicli e ai mezzi a trazione animale                | Vieta il transito agli autoveicoli, ai motocicli e ai mezzi a trazione animale. |
|                    | Divieto di transito ai mezzi adibiti al trasporto di merci ed ai mezzi a trazione animale       | Vieta il transito a mezzi adibiti al trasporto di merci ed a mezzi a trazione animale. |
|                    | Divieto di transito ai pedoni, animali e a veicoli che non siano autoveicoli o motocicli        | Vieta il transito a pedoni, animali ed automezzi che non siano autoveicoli o motocicli con cilindrata superiore a 50 cm³. |
|                    | Divieto di transito ai veicoli a due ruote                                                      | Vieta il transito a tutti i veicoli a due ruote. |
|                    | Divieto di transito ai mezzi adibiti al trasporto merci ed agli autobus                         | Vieta il transito ai veicoli da trasporto non adibiti al trasporto di persone ed agli autobus. |
|                    | Divieto di transito ai veicoli con un peso per asse superiore a ... t                           | Vieta il transito ai veicoli aventi sull'asse più caricato una massa superiore a quella indicata al momento del transito. |
|                    | Divieto di transito ai veicoli con un peso superiore a ... t                                    | Vieta il transito ai veicoli aventi massa superiore a quella indicata in tonnellate al momento del transito. |
|                    | Divieto di transito ai veicoli o a complessi di veicoli di lunghezza superiore a ... m          | Vieta il transito ai veicoli od ai complessi di veicoli di lunghezza superiore alla lunghezza indicata in metri. |
|                    | Divieto di transito ai veicoli di larghezza superiore a ... m                                   | Vieta il transito ai veicoli aventi larghezza superiore a quella indicata in metri. |
|                    | Divieto di transito ai veicoli di altezza superiore a ... m                                     | Vieta il transito ai veicoli aventi altezza superiore a quella indicata in metri. |
|                    | Divieto di transitare a meno di ... m dal veicolo che precede                                   | Vieta di seguire il veicolo che precede ad una distanza inferiore a quella indicata, in metri, sul segnale. |
|                    | Divieto di svoltare a destra                                                                    | Vieta di svoltare a destra al prossimo incrocio. |
|                    | Divieto di svoltare a sinistra                                                                  | Vieta di svoltare a sinistra al prossimo incrocio. |
|                    | Divieto d'inversione                                                                            | Vieta di effettuare un'inversione di marcia. |
|                    | Divieto di superare la velocità massima di ... km/h                                             | Indica la velocità massima in chilometri orari alla quale i veicoli possono procedere immediatamente dopo il segnale. |
|                    | Divieto di sorpasso                                                                             | Vieta a tutti i veicoli di sorpassare altri veicoli che non siano velocipedi (biciclette), ciclomotori a due ruote o motocicli a due ruote senza sidecar. |
|                    | Divieto di sorpasso per veicoli pesanti                                                         | Indica ai veicoli pesanti il divieto di sorpassare. |
|                    | Divieto di sorpasso per motocicli e ciclomotori                                                 | Indica a tutti i motocicli ed ai ciclomotori il divieto di sorpassare . |
|                    | Divieto di sosta                                                                                | Vieta la sosta, fermata prolungata (parcheggio) ai veicoli, in quei luoghi dove per regola generale non vige tale divieto. |
|                    | Divieto di fermata e sosta                                                                      | Vieta la sosta e la fermata o qualsiasi temporanea sospensione della marcia ai veicoli. |
|                    | Divieto di segnalazioni acustiche                                                               | Vieta l'uso di segnalazioni acustiche. |
|                    | Obbligo di arresto alla dogana                                                                  | Obbliga i conducenti all'arresto per i controlli doganali in prossimità delle frontiere nazionali. |
|                    | Altro obbligo di arresto                                                                        | Obbliga i conducenti all'arresto per effettuare le operazioni indicate nel segnale (nell'esempio pagare il pedaggio). |
|                    | Fine dei divieti precedenti imposti dalla segnaletica ai veicoli in marcia                      | Indica il punto ove le prescrizioni precedentemente indicate, riguardanti la marcia dei veicoli, cessano di essere valide. |
|                    | Fine della limitazione di velocità                                                              | Indica la fine del limite sulla velocità massima alla quale i veicoli possono procedere e ripristina il consueto limite di velocità relativo alla strada percorsa. |
|                    | Fine divieto di sorpasso                                                                        | Indica la fine del divieto di sorpasso precedentemente imposto dal segnale . |
|                    | Fine del divieto di sorpasso per veicoli pesanti                                                | Indica la fine del divieto di sorpasso per veicoli pesanti precedentemente imposto dal segnale . |
|                    | Fine del divieto di sorpasso per motocicli e ciclomotori                                        | Indica la fine del divieto a per motocicli e ciclomotori precedentemente imposto dal segnale . |
|                    | Fine del divieto di sosta o di fermata                                                          | Indica la fine del divieto di sosta o di fermata precedentemente imposto. |
|                    | Fine del divieto di segnalazioni acustiche                                                      | Indica la fine del divieto dell'uso di segnalazioni acustiche. |

### Segnali di obbligo
| Segnale portoghese | Significato                                                              | Spiegazione |
|                    | Direzione obbligatoria a destra                                          | Indica che la sola direzione consentita al conducente è quella di andare a destra. |
|                    | Direzione obbligatoria a sinistra                                        | Indica che la sola direzione consentita al conducente è quella di andare a sinistra. |
|                    | Direzione obbligatoria dritto                                            | Indica che la sola direzione consentita al conducente è quella di andare diritto. |
|                    | Preavviso di direzione obbligatoria a sinistra                           | Preavvisa che la sola direzione consentita al conducente è quella di andare a sinistra. |
|                    | Preavviso di direzione obbligatoria a destra                             | Preavvisa che la sola direzione consentita al conducente è quella di andare a destra. |
|                    | Circolare diritto o svoltare a sinistra                                  | Direzioni consentite a dritto ed a sinistra. |
|                    | Circolare diritto o svoltare a destra                                    | Direzioni consentite a dritto ed a destra. |
|                    | Svoltare a destra o a sinistra                                           | Direzioni obbligatorie a destra ed a sinistra. |
|                    | Passaggio obbligatorio a destra                                          | Obbliga i conducenti a passare a destra dell'ostacolo come un cantiere, uno spartitraffico, un salvagente o un'isola di traffico.                                                               |
|                    | Passaggio obbligatorio a sinistra                                        | Obbliga i conducenti a passare a sinistra dell'ostacolo come un cantiere, uno spartitraffico, un salvagente o un'isola di traffico.                                                             |
|                    | Rotatoria                                                                | Indica ai conducenti l'obbligo di circolare nel verso antiorario indicato dalle frecce attorno all'area di rotazione. È posto subito prima di una piazza dove si svolge circolazione rotatoria. |
|                    | Percorso obbligatorio per mezzi destinati al trasporto di merci          | Indica un percorso riservato e obbligatorio per i mezzi destinati al trasporto di merci. |
|                    | Percorso obbligatorio per veicoli pesanti                                | Indica un percorso riservato e obbligatorio per i veicoli pesanti. |
|                    | Percorso obbligatorio per motociclisti                                   | Indica un percorso riservato e obbligatorio per i motociclisti. |
|                    | Percorso riservato ai mezzi pubblici di trasporto                        | Indica un percorso riservato ai mezzi pubblici di trasporto di linea, ai taxi, ai veicoli di emergenza e ai veicoli della polizia.                                                              |
|                    | Percorso riservato ai veicoli con alto tasso di occupazione              | Indica un percorso riservato ai mezzi che trasportano due o più persone incluso il conducente (car pooling).                                                                                    |
|                    | Percorso obbligatorio per velocipedi                                     | Indica un percorso riservato e obbligatorio per i velocipedi (biciclette). |
|                    | Percorso obbligatorio per pedoni                                         | Indica un percorso riservato e obbligatorio per i pedoni. |
|                    | Percorso obbligatorio per cavalieri                                      | Indica un percorso riservato e obbligatorio per i cavalieri. |
|                    | Percorso obbligatorio per quadrupedi da fattoria                         | Indica un percorso riservato e obbligatorio per i quadrupedi da fattoria. |
|                    | Percorso obbligatorio per pedoni e velocipedi (uso promiscuo)            | Indica un percorso riservato e obbligatorio per pedoni e velocipedi (biciclette); i pedoni e i velocipedi possono utilizzare entrambi il percorso nella loro interezza.                         |
|                    | Percorso obbligatorio per pedoni e velocipedi (percorsi distinti)        | Indica un percorso riservato e obbligatorio per pedoni e velocipedi (biciclette); i pedoni e i velocipedi devono utilizzare ciascuno il percorso a loro assegnati.                              |
|                    | Obbligo di transitare ad una velocità minima di ... km/h                 | Obbliga i conducenti a procedere ad una velocità in chilometri orari non inferiore a quella indicata nel segnale.                                                                               |
|                    | Obbligo di utilizzare catene da neve                                     | Vieta il transito ai veicoli che non abbiano montato le catene da neve sulle due ruote motrici.                                                                                                 |
|                    | Obbligo di accensione dei fari anabbaglianti                             | Obbliga i conducenti ad accendere i fari anabbaglianti. |
|                    | Fine del percorso obbligatorio per mezzi destinati al trasporto di merci | Indica la fine del percorso obbligatorio per i mezzi destinati al trasporto di merci. |
|                    | Fine del percorso obbligatorio per veicoli pesanti                       | Indica la fine del percorso obbligatorio per i veicoli pesanti. |
|                    | Fine del percorso obbligatorio per motociclisti                          | Indica la fine del percorso riservato e obbligatorio per i motociclisti. |
|                    | Fine del percorso riservato ai mezzi pubblici di trasporto               | Indica la fine del percorso riservato ai mezzi pubblici di trasporto di linea, ai taxi, ai veicoli di emergenza e ai veicoli della polizia.                                                     |
|                    | Fine del percorso riservato ai veicoli con alto tasso di occupazione     | Indica la fine di un percorso riservato ai mezzi che trasportano due o più persone incluso il conducente.                                                                                       |
|                    | Fine del percorso obbligatorio per velocipedi                            | Indica la fine del percorso obbligatorio per i velocipedi (biciclette). |
|                    | Fine del percorso obbligatorio per i pedoni                              | Indica la fine del percorso obbligatorio per i pedoni. |
|                    | Fine del percorso obbligatorio per cavalieri                             | Indica la fine del percorso obbligatorio per cavalieri. |
|                    | Fine del percorso obbligato per quadrupedi da fattoria                   | Indica la fine del percorso obbligatorio per i quadrupedi da fattoria. |
|                    | Fine del percorso per pedoni e velocipedi (uso promiscuo)                | Indica la fine del percorso obbligatorio, ad uso promiscuo, per pedoni e velocipedi (biciclette).                                                                                               |
|                    | Fine percorso pedonale e ciclabile (percorsi distinti)                   | Indica la fine dei percorsi separati e obbligatori per pedoni e velocipedi (biciclette). |
|                    | Fine dell'obbligo di transitare ad una velocità minima di ... km/h       | Indica la fine della validità del limite minimo di velocità. |
|                    | Fine dell'obbligo di utilizzare catene da neve                           | Indica la fine del tratto di strada con catene da neve obbligatorie. |
|                    | Fine dell'obbligo di accensione dei fari anabbaglianti                   | Indica la fine dell'obbligo di tenere accesi i fari anabbaglianti che in precedenza erano stati obbligati ad accendere.                                                                         |

## Segnali di indicazione

### Segnali di informazione
| Segnale portoghese | Significato                                          | Spiegazione |
|                    | Direzione lungo la strada che si sta percorrendo     | Indica le direzioni che si raggiungeranno lungo la strada che si sta percorrendo; è posto al di sopra della carreggiata.                                                                                      |
|                    | Direzione in uscita                                  | Indica le direzioni che si raggiungeranno uscendo dalla strada che si sta percorrendo; è posto al di sopra della carreggiata.                                                                                 |
|                    | Direzioni laterali                                   | Indica le direzioni che si raggiungeranno al prossimo incrocio. |
|                    | Uso delle corsie                                     | Indica le limitazioni al transito e le velocità massime da mantenere nelle corsie della strada che si sta percorrendo.                                                                                        |
|                    | Corsia riservata al trasporto pubblico               | Indica una corsia riservata al trasporto pubblico. |
|                    | Zona di parcheggio                                   | Indica l'inizio di una zona di parcheggio. |
|                    | Zona a sosta vietata                                 | Indica l'inizio di una zona in cui è vietata la sosta. |
|                    | Zona a sosta vietata in determinati orari            | Indica l'inizio di una zona in cui è vietata la sosta in determinati orari. |
|                    | Zona a sosta e fermata vietate                       | Indica l'inizio di una zona in cui sono vietata la sosta e la fermata. |
|                    | Zona a velocità limitata                             | Indica l'inizio di una zona in cui vige il limite di velocità indicato dal segnale. |
|                    | Zona a 30 km/h                                       | Indica l'inizio di una zona in cui vige il limite di velocità di 30 km/h e in cui sono presenti dei dispositivi di moderazione del traffico atti a garantire il rispetto del limite di velocità in questione. |
|                    | Zona a transito vietato                              | Indica l'inizio di una zona in cui vige il divieto di transito per tutti i veicoli. |
|                    | Zona a transito vietato per gli autocarri            | Indica l'inizio di una zona in cui vige il divieto di transito per i veicoli destinati al trasporto di cose.                                                                                                  |
|                    | Zona a basse emissioni                               | Indica l'inizio di una zona in cui è proibito il transito dei veicoli le cui emissioni superano i valori indicati nel pannello complementare abbinato al segnale.                                             |
|                    | Fine zona di parcheggio                              | Indica la fine della zona di parcheggio. |
|                    | Fine zona a sosta vietata                            | Indica la fine della zona in cui è vietata la sosta. |
|                    | Fine zona a velocità limitata                        | Indica la fine della zona in cui vige il limite di velocità indicato dal segnale. |
|                    | Fine di tutti i divieti di zona                      | Indica la fine di tutti i divieti di zona precedentemente imposti. |
|                    | Fine zona a 30 km/h                                  | Indica la fine di una zona 30. |
|                    | Zona a basse emissioni                               | Indica la fine di una zona a basse emissioni. |
|                    | Parcheggio autorizzto                                | Indica un parcheggio autorizzato. Consente la sosta a tempo indeterminato salvo indicazioni differenti. |
|                    | Parcheggio autorizzato (al coperto)                  | Indica un parcheggio autorizzato al coperto. Consente la sosta a tempo indeterminato salvo indicazioni differenti.                                                                                            |
|                    | Ospedale                                             | Indica la presenza di un ospedale e invita a ridurre il più possibile i rumori causati dai veicoli in transito.                                                                                               |
|                    | Senso unico                                          | Indica che una strada è a senso unico nella direzione indicata dalle freccia. |
|                    | Strada pubblica senza uscita                         | Indica una strada pubblica senza uscita per tutti i veicoli. |
|                    | Strada senza uscita tranne che per pedoni e ciclisti | Indica una strada senza uscita che però prosegue come percorso ciclopedonale. |
|                    | Strada senza uscita tranne che per i pedoni          | Indica una strada senza uscita che però prosegue come percorso pedonale. |
|                    | Strada senza uscita tranne che per i ciclisti        | Indica una strada senza uscita che però prosegue come pista ciclabile. |
|                    | Catene da neve consigliate                           | Consiglia di montare le catene da neve sulle due ruote motrici per percorrere il tratto di strada interessato dal segnale.                                                                                    |
|                    | Velocità consigliata                                 | Indica la velocità consigliata per procedere nel tratto di strada successivo al segnale. |
|                    | Passaggio pedonale                                   | Indica un attraversamento pedonale non regolato da semaforo e non in corrispondenza di un incrocio stradale.                                                                                                  |
|                    | Attraversamento per velocipedi                       | Indica la presenza di un attraversamento ciclabile |
|                    | Rampa pedonale                                       | Indica una rampa inclinata pedonale. |
|                    | Sottopassaggio pedonale                              | Indica un sottopassaggio pedonale. |
|                    | Pronto soccorso                                      | Indica la presenza di un pronto soccorso. |
|                    | Assistenza meccanica                                 | Indica la presenza di un'officina di riparazioni. |
|                    | Telefono                                             | Indica un telefono pubblico. |
|                    | Rifornimento e relativa distanza                     | Indica la presenza di un posto di rifornimento con la relativa distanza. |
|                    | Rifornimento con GPL e relativa distanza             | Indica la presenza di un posto di rifornimento con distributore di GPL con la relativa distanza. |
|                    | Campeggio per tende e distanza                       | Indica un campeggio attrezzato per sole tende e la relativa distanza. |
|                    | Terreno per roulotte e direzione                     | Indica un terreno per la sosta di roulotte o motorhome e la relativa direzione da seguire per raggiungerlo.                                                                                                   |
|                    | Campeggio                                            | Indica un campeggio. |
|                    | Area attrezzata per autocaravan                      | Indica la presenza di un'area attrezzata per autocaravan. |
|                    | Telefono di soccorso                                 | Indica un telefono di soccorso. |
|                    | Pousada                                              | Indica la presenza di una Pousada. |
|                    | Ostello (albergue)                                   | Indica un ostello. |
|                    | Affitto a breve termine                              | Indica la presenza di una struttura che offre alloggio mediante affitti a breve termine (alojamento local).                                                                                                   |
|                    | Ostello per la gioventù                              | Indica un ostello per la gioventù. |
|                    | Agriturismo                                          | Indica la presenza di un agriturismo. |
|                    | Albergo-motel                                        | Indica la presenza di un albergo o un motel. |
|                    | Ristorante                                           | Indica la presenza di un ristorante. |
|                    | Bar                                                  | Indica la presenza di un bar. |
|                    | Fermata di autobus                                   | Segnala una fermata di autobus. |
|                    | Fermata di tram                                      | Segnala una fermata di tram. |
|                    | Aeroporto                                            | Indica la presenza di un aeroporto. |
|                    | Informazioni                                         | Indica la presenza di un punto informazioni. |
|                    | Radio informazioni stradali                          | Indica la frequenza sulla quale si possono ricevere notizie sullo stato del traffico. |
|                    | Autostrada                                           | Indica l'inizio di un'autostrada. |
|                    | Strada riservata ad autoveicoli e motocicli          | Indica l'inizio di una strada riservata ai veicoli a motore. |
|                    | Via di scampo                                        | Indica la presenza di una via di scampo lungo una discesa dove i conducenti di veicoli in avari possono tentare di far arrestare il veicolo.                                                                  |
|                    | Inversione di marcia                                 | Indica la presenza di un posto di inversione di marcia. |
|                    | Limiti di velocità generali                          | Indica i limiti generali di velocità presenti nello Stato, validi per le autovetture e i motocicli. È posto in prossimità delle frontiere.                                                                    |
|                    | Frontiera con Paesi UE                               | Indica la presenza della frontiera nazionale. |
|                    | Aumento delle corsie                                 | Indica un aumento delle corsie disponibili nel proprio senso di marcia. |
|                    | Corsie di marcia                                     | Indica la disposizione delle corsie di marcia lungo la strada che si sta percorrendo. |
|                    | Riduzione delle corsie                               | Indica una riduzione delle corsie disponibili nel proprio senso di marcia. |
|                    | Via verde                                            | Indica una corsia di marcia dotata del sistema di telepedaggio "Via verde". |
|                    | Pedaggio manuale                                     | Indica una corsia in cui il pedaggio viene pagato manualmente ad un operatore (in contanti o con carte di credito).                                                                                           |
|                    | Pedaggio automatizzato                               | Indica una corsia in cui il pedaggio viene pagato senza la presenza di un operatore (in contanti o con carte di credito).                                                                                     |
|                    | Via card                                             | Indica una corsia in cui il pedaggio viene pagato esclusivamente con la carta via card |
|                    | Centro di revisioni                                  | Indica la presenza di un centro autorizzato per la revisione degli autoveicoli. |
|                    | Galleria                                             | Indica una galleria lungo la strada che si sta percorrendo. |
|                    | Fine del tratto con catene da neve consigliate       | Indica la fine del tratto di strada in cui è consigliato montare le catene da neve. |
|                    | Fine velocità consigliata                            | Indica il termine del tratto di strada con velocità consigliata. |
|                    | Fine dell'autostrada                                 | Indica la fine di un'autostrada. |
|                    | Fine strada riservata ai veicoli a motore            | Indica la fine di una strada riservata ai veicoli a motore. |
|                    | Fine del percheggio                                  | Indica la fine di un'area di parcheggio autorizzata. |
|                    | Fine galleria                                        | Indica la fine della galleria. |
|                    | Fine del senso unico                                 | Segnala il termine del senso unico di circolazione all'interno di una carreggiata. |
|                    | Zona residenziale o di coesistenza                   | Indica l'inizio di una zona residenziale o di coesistenza. |
|                    | Fine zona residenziale o di coesistenza              | Indica la fine di una zona residenziale o di coesistenza. |
|                    | Dosso rallentatore di velocità                       | Indica l'ubicazione di un dosso rallentatore di velocità. |
|                    | Piazzola d'emergenza                                 | Indica l'ubicazione di una piazzola d'emergenza. |
|                    | Piazzola d'emergenza                                 | Indica l'ubicazione di una piazzola d'emergenza dotata di telefono. |
|                    | Uscita d'emergenza                                   | Indica l'ubicazione di un'uscita di emergenza. |
|                    | Uscita d'emergenza                                   | Indica la direzione e la distanza dalla più vicina uscita di emergenza. |

### Segnali di pre-segnalazione
| Segnale portoghese | Significato                                                        | Spiegazione |
|                    | Direzioni lungo la strada che si sta percorrendo                   | Indica le direzioni che si possono raggiungere al prossimo incrocio percorrendo strade extraurbane.                                              |
|                    | Direzioni alla rotatoria                                           | Indica le direzioni che si possono raggiungere al prossimo incrocio regolato da circolazione rotatoria.                                          |
|                    | Direzioni lungo la strada che si sta percorrendo                   | Indica le direzioni che si possono raggiungere al prossimo incrocio percorrendo strade urbane.                                                   |
|                    | Distanza alla prossima area di servizio                            | Indica la distanza alla prossima area di servizio.                                                                                               |
|                    | Uscita per un'area di sosta                                        | Indica un'uscita per un'area di sosta. |
|                    | Guida per la svolta a sinistra                                     | Indica la manovra da compiere per la svolta a sinistra al prossimo incrocio.                                                                     |
|                    | Preavviso strada senza uscita                                      | Indica che la strada indicata dal segnale che si sta per imboccare è senza uscita.                                                               |
|                    | Frequente attraversamento di bambini                               | Indica un possibile frequente attraversamento di bambini nel tratto di strada successivo al segnale.                                             |
|                    | Pannelli distanziometrici per passaggio a livello margine destro   | Indicano che mancano 300, 200 e 100 metri al passaggio a livello per il quale vengono installati. Sono posti sul lato destro della carreggiata.  |
|                    | Pannelli distanziometrici per passaggio a livello margine sinistro | Indicano che mancano 300, 200 e 100 metri al passaggio a livello per il quale vengono installati. Sono posti sul latosinistro della carreggiata. |

### Segnali di direzione, conferma e località
| Segnale portoghese | Significato                          | Spiegazione |
|                    | Direzione al bivio                   | Indica le direzioni che si possono raggiungere al bivio. |
|                    | Direzione per aeroporto              | Indica la direzione da seguire per raggiungere l'aeroporto.                                                                                                  |
|                    | Direzione turistica                  | Indica le direzioni turistiche che si possono raggiungere al bivio.                                                                                          |
|                    | Direzione urbana                     | Indica le direzioni che si possono raggiungere al bivio lungo strade urbane.                                                                                 |
|                    | Segnale di conferma                  | Indica le distanze ai centri indicati seguendo la strada che si sta percorrendo.                                                                             |
|                    | Inizio località                      | Indica l'inizio del centro abitato. |
|                    | Fine località                        | Indica la fine del centro abitato. |
|                    | Inizio località                      | Indica l'inizio del centro abitato patrimonio dell'umanità.                                                                                                  |
|                    | Fine località                        | Indica la fine del centro abitato patrimonio dell'umanità.                                                                                                   |
|                    | Pannelli distanziometrici per uscita | Indicano che mancano 750, 500 e 250 metri all'uscita autostradale per la quale vengono installati. Sono posti sul lato destro della carreggiata.             |
|                    | Pannello delineatore per incroci     | Indica il termine di una strada. |
|                    | Pannello delineatore per incroci     | Indica il termine di una strada. |
|                    | Pannello delineatore per curve       | Indica il bordo esterno di una curva. |
|                    | Pannello delineatore per curve       | Indica il bordo esterno di una curva. |
|                    | Ostacolo sulla carreggiata           | Indicano un ostacolo posto sul margine della carraggiata ed invitano gli automobilisti a passare rispettivamente a sinistra o a destra dell'ostacolo stesso. |
|                    | Fiume                                | Indica l'attraversamento di un corso d'acqua e ne indica il nome.                                                                                            |

### Segnali temporanei
| Segnale portoghese | Significato                      | Spiegazione |
|                    | Lavori                           | Presegnala cantieri di lavori in corso, depositi temporanei di materiale, presenza di macchinari adibiti ai lavori stradali.                           |
|                    | Strada deformata                 | Segnala un tratto di strada in cattivo stato o con pavimentazione irregolare.                                                                          |
|                    | Dosso                            | Segnala un dosso della strada che limita la visibilità.                                                                                                |
|                    | Cunetta                          | Segnala una cunetta. |
|                    | Curva pericolosa a destra        | Presegnala un tratto di strada non rettilineo pericoloso per la limitata visibilità o per caratteristiche del tracciato (curva stretta a destra).      |
|                    | Curva pericolosa a sinistra      | Presegnala un tratto di strada non rettilineo pericoloso per la limitata visibilità o per caratteristiche del tracciato (curva stretta a sinistra).    |
|                    | Strettoia                        | Segnala un restringimento pericoloso della carreggiata.                                                                                                |
|                    | Strettoia asimmetrica a sinistra | Segnala un restringimento pericoloso sul lato sinistro della carreggiata.                                                                              |
|                    | Strettoia asimmetrica a destra   | Segnala un restringimento pericoloso sul lato destro della carreggiata.                                                                                |
|                    | Doppio senso di circolazione     | Segnala un tratto di strada che da senso unico diventa a doppio senso.                                                                                 |
|                    | Strada sdrucciolevole            | Presegnala un tratto di strada che in particolari condizioni climatiche od ambientali può diventare sdrucciolevole.                                    |
|                    | Ghiaia                           | Presegnala la presenza di pietrisco, di materiale minuto o granaglia che può essere proiettato a distanza o scagliato in aria dai veicoli in transito. |
|                    | Scalino laterale a destra        | Presegnala uno scalino laterale posto lungo il margine destro della carreggiata.                                                                       |
|                    | Semaforo                         | Presegnala un impianto semaforico posto su strade sia urbane che extraurbane.                                                                          |

## Pannelli integrativi
| Segnale portoghese | Significato                            | Spiegazione                                                                                                   |
|                    | Distanza                               | Indica la distanza alla prescrizione indicata.                                                                |
|                    | Distanza allo STOP                     | Indica la distanza al segnale di fermarsi e dare precedenza.                                                  |
|                    | Estesa                                 | Indica per quanti metri o chilometri il segnale a cui si riferisce è valido.                                  |
|                    | Inizio, continua e fine                | Indicano l'inizio, la continuazione o la fine di una prescrizione.                                            |
|                    | Estesa laterale                        | Indica per quanti metri a destra o a sinistra il segnale a cui si riferisce è valido.                         |
|                    | Validità temporale                     | Indica le ore od i giorni nelle quali il segnale a cui si riferisce è valido.                                 |
|                    | Durata                                 | Indica le ore nelle quali il segnale a cui si riferisce è valido.                                             |
|                    | Peso                                   | Indica il peso dei veicolo per il quale il segnale a cui si riferisce è valido.                               |
|                    | Eccetto mezzi di trasporto pubblici    | Indica che la prescrizione alla quale si riferisce non è valida per i mezzi pubblici di trasporto.            |
|                    | Eccetto carico e scarico merci         | Indica che la prescrizione alla quale si riferisce non è valida per le operazioni di carico e scarico.        |
|                    | Disposizione delle auto nel parcheggio | Indica la disposizione delle auto da mantenere nel parcheggio autorizzato.                                    |
|                    | Andamento della strada principale      | Indicano l'andamento della strada principale.                                                                 |
|                    | Automezzi in manovra                   | Indica che è possibile incontrare automezzi in manovra.                                                       |
|                    | Pioggia                                | Indica che il pericolo a cui si riferisce il segnale è relativo alle condizioni di meteo con pioggia.         |
|                    | Ghiaccio o neve                        | Indica che il pericolo a cui si riferisce il segnale è relativo alle condizioni di meteo con ghiaccio o neve. |
|                    | Spartineve in azione                   | Indica che è possibile incontrare mezzi spartineve in azione.                                                 |
|                    | Zona carico e scarico merci            | Indica che la zona di sosta indicata è da utilizzarsi solamente per le operazioni di carico e scarico.        |
|                    | Parcometro                             | Indica l'ubicazione di un parcometro.                                                                         |